# 黄土坡街道
黄土坡街道是中华人民共和国贵州省六盤水市钟山区下辖的一个街道办事处。

## 行政区划
黄土坡街道下辖以下村级行政区划单位：
曹家湾社区、二屯社区、康乐南路社区、花渔路社区、建兴社区、德南社区、发扬路社区、府南路社区、钟山社区、向阳北路社区、人民西路社区、建设西路社区、建设中路社区、建设东路社区、清碧社区、活龙口社区、七十三社区。